# 拉魯 (伊利諾伊州)
拉姆（英語：La Rue）是位於美國伊利諾伊州猶尼昂縣的一個非建制地區。該地的面積和人口皆未知。

## 地理
拉姆的座標為37°32′44″N 89°27′13″W / 37.54556°N 89.45361°W，而該地的平均海拔高度為107米（即351英尺）。